# オトメインコ
オトメインコ（乙女鸚哥、Lathamus discolor）は、オウム目インコ科オトメインコ属に分類される鳥類。本種のみでオトメインコ属を形成する。

## 分布
オーストラリア固有種
夏季にタスマニア島やファーノー諸島で繁殖し、冬季になると多くの個体はオーストラリア南東部（タスマニア島に残る個体もいる）へ北上し越冬する。

## 形態
全長25cm。全身は緑色の羽毛で覆われる。体側面に赤い斑紋が入るが、個体により変異がある。額や喉は赤い羽毛で覆われ、赤色部は黄色く縁取られる。尾羽上面は赤褐色の羽毛で覆われ先端が青く、尾羽下面は淡灰色の羽毛で覆われる。翼は緑、赤、水色、暗青色の羽毛で覆われる。

## 生態
森林に生息する。樹上棲で主に樹冠部で生活し、飲水時を除いて地表に降りることは無い。非繁殖期には食物を求めて放浪する。
食性は植物食傾向の強い雑食で、主に花の蜜や花粉を食べるが果実、種子、昆虫類なども食べる。
繁殖形態は卵生。9-翌1月にユーカリの樹洞に木屑を敷き詰めた巣を作り、1回に3-5個の卵を産む。メスのみが抱卵（薄明薄暮時にオスから食物を受け取るため巣を離れる）し、抱卵期間は約20日。雛は孵化してから約6週間で巣立つ。

## 人間と関係
果樹園の作物を食害する害鳥。
開発による生息地の破壊、狩猟、害鳥としての駆除などにより生息数は減少している。オーストラリアでは法的に保護の対象とされているが、密猟が行われたりタスマニア島では害鳥としての駆除が行われている。